# Eversion
『Eversion』は、Zaratustra Productionsによって制作されたアクションゲーム。2008年12月29日にフリーウェアとして公開され、2010年6月28日にはSteamにおいてリメイク版の有料配信が開始されている。
本作はステージ内に存在するアイテムを集め、ゴール地点にある旗まで到達することを目的とする横スクロールアクションゲームである。ステージ中では特定の地点において「eversion」を発動することができ、これによってステージの状態が変化する。この際に障害物が消えたり足場が出現したりするなどの変化が生じるため、ステージを攻略するにあたって重要な能力となっている。
ストーリーは主人公のZee Teeが、Ghulibasによって捕らわれたFlower王国のNehema姫を救い出すというものであり、ゲーム序盤はカラフルで楽しい雰囲気となっている。ところが先に進むにつれて世界は恐ろしい姿へと一変し、ホラーゲームの様相を呈する。そのため「子供や気の弱い人向けのゲームではない」との注意書きが公式サイトやゲーム本編に掲載されている。
Steam版では新たなエンディングデモなども追加されたほか、他のプレイヤーと競うためのタイムアタック機能も搭載されている。